# جام دیویس
جام دیویس عملاً مهم‌ترین تورنمنت تنیس تیمی بین‌المللی مردان جهان است که به صورت سالانه برگزار می‌شود. این مسابقات توسط فدراسیون بین‌المللی تنیس برگزار می‌شود. فرانسه در سال ۲۰۱۷ موفق شد با شکست بلژیک به مقام قهرمانی دست یابد. این تورنومنت از سوی برگزار کنندگان آن ” جام جهانی تنیس ” خوانده می‌شود و تیم قهرمان لقب قهرمان جهان را دریافت می‌کند تیم ایالات متحده آمریکا با 32 قهرمانی پر افتخار ترین کشور در جام جهانی تنیس مردان است.

## تاریخچه
اولین دوره جام دیویس در سال ۱۹۰۰ توسط دوایت دیویس که خود یک تنیسور بود با مسابقه تیم‌های ایالات متحده آمریکا و بریتانیا برگزار شد و در سال ۲۰۱۶ تعداد کشورهای شرکت کنده در آن به ۱۳۵ کشور رسید.
معادل تورنومنت دیویس برای بخش بانوان Fed Cup است که در سال ۱۹۶۳ پایه‌گذاری گردید. موفق‌ترین تیم در تاریخ این رقابت‌ها ایالات متحده آمریکا با ۳۲ قهرمانی و ۲۹ نایب قهرمانی و دومین تیم موفق نیز استرالیا با ۲۸ قهرمانی و ۱۹ نایب قهرمانی و همچنین ۴ قهرمانی با تیم واحد استرالیا و نیوزیلند با عنوان استرالازیا بوده‌اند.

## ساختار
گروه اصلی که گروه جهانی نام دارد از شانزده تیم تشکیل شده‌است که سالانه برای کسب جام رقابت می‌کنند. سایر تیم‌ها در سه منطقه آمریکا، آسیا-اقیانوسیه و اروپا- آفریقا قرار می‌گیرند که هر یک در چهار گروه تشکیل می‌شود و قهرمانان هر گروه به گروه بالاتر صعود می‌کند. ITF کشورهای میزبان را مشخص و مسابقات را مستقیماً هماهنگ می‌کند.